# Борислав Кьосев
Борислав Кьосев е български волейболист, роден на 3 август 1961 г. в Село Баланово, Дупнишко. Висок 200 см. Пост: посрещач.
Женен е за волейболистката Мила Кьосева и има син – Велизар.

## Състезателна кариера
Започва своята кариера в отбора на Кюстендил на 17 години с треньор Емил Стоянов – Чемата. Само след шест месеца е поканен в младежкия национален отбор и играе на европейското първенство в Португалия.
Отбива службата си в спортната рота на „ЦСКА“, където остава като играч и е:
- девет пъти шампион на България.
- седем пъти носител на купата.

С националния отбор има:
- три медала от европейско първенство
- един медал от световно първенство.

На 18 е в разширения състав за московската олимпиада. През 1984 г. с отбора се класира за Лос Анжелос, но България бойкотира игрите.
Има 450 мача в националния. А в ЦСКА – към 2000!
Многократно избиран за най-добър състезател.
През 1986 е включен в шестицата на света. Френските вестници го кръщават „черната мистерия“. Многократно е определян за най-добър играч на различни турнири.
С Любомир Ганев са избрани за най-добра двойка в италианското първенство.

## След волейбола
Собственик е на ресторант „Комитите“ в Студентски град.
Член е управителния съвет на БФВЛ.
За известно време е спонсор на женския отбор на ЦСКА.